# Styginetta lofgreni
Styginetta lofgreni (пекельна качка) — рід вимерлих птахів родини Presbyornithidae, який мешкав в Північній Америці, навіть після катастрофи K-PG.

## Опис
Styginetta був невеличким птахом який в довжину був 40 см. Цей птах зміг пережити катастрофу K-PG. Через це птах, ймовірно, фільтрував воду як сьогоднішні фламінго, він харчувався скоріш за все безхребетними. Styginetta, ймовірно, відкладала яйця під колоди, каміння, у тісних місцях та в пісок. Мабуть діти швидко росли і менш чем за рік, ставали дорослими.
Styginetta lofgreni жили зграями на солоних озерах, болотах та на берегах річок в Північній Америці.

## У масовій культурі
Styginetta lofgreni з'являються у серіалі Доісторична Планета, де на них полює молодий Pectinodon.